# Naxxar
Naxxar Málta egyik helyi tanácsa Malta sziget középső részén, Vallettától keletre. Lakossága 11 947 fő, ezzel a 6. legnépesebb helyi tanács. Nevének eredete vitatott, a vallásos helyiek igyekeznek Jézushoz kötni (Nazaroei: aki hiszi a Názáreti tanítását), más magyarázat szerint a héber nazar-ból ered: aki megmarad önmagának, utalva ezzel az arab korban a közelben létezett muszlimok faluja nevű településre. További részei: Baħar iċ-Ċagħaq, Birguma, Magħtab, Salina, San Pawl tat-Tarġa, Tal-Qadi.

## Története
A környékbeli Tal-Qattara és Ta' San Brinkaw barlangjai már az őskorban lakottak voltak. Tal-Qadiban bronzkori maradványok és keréknyomok is találhatók. A mai település alatt föníciai sírokat, Salina környékén katakombákat találtak.
A sziget őrzésére alakult milícia (id-Dejma) 1419-es névsorában 92 lakosát találjuk, ezzel a listában a hatodik legnépesebb település. Temploma már mint önálló plébánia szerepel az 1436-os összeírásban. 1575-ben 36 templom tartozott hozzá. A Jeruzsálemi Szent János Ispotályos Lovagrend néhány kisebb figyelőtornyot építtetett itt, mivel a magas plató jó megfigyelőhelyet kínált. A mai plébániatemplom 1616 és 1630 között épült. Lakossága ekkor 1200 fő körül volt. A kórus környékét 1691-ben Lorenzo Gafà tervei alapján átalakították. A felszentelésre 1732-ben került sor.
1658-ban Martín de Redín nagymester két tornyot építtetett a mai naxxari partszakaszon: az Għallis Towert és az Qalet Marku Towert. 1714-ben az utóbbi környékén tüzérségi állások is épültek. Brichelot és Bremond 1718-as térképén – talán félrehallás miatt – Terre Nascian néven szerepel, Baħar iċ-Ċagħaq-t Baharcuhiar-ként írják.
A következő jelentősebb építkezés már a britek idején történt, a Victoria Lines kiépítése. Birguma területén a második világháborúban légvédelmi tüzérség számára is épült egy állás.
A háború után rohamos növekedésnek indult. 1994 óta Málta egyik helyi tanácsa.

## Önkormányzata
Naxxart kilenctagú helyi tanács irányítja. A jelenlegi, hetedik tanács 2013 márciusában lépett hivatalba, 5 nemzeti párti és 4 munkáspárti képviselőből áll.

## Baħar iċ-Ċagħaq
Egykor önálló község Naxxar és Għargħur területén. Nevének jelentése „fodrozódó tenger”. A helyi tanácsok létrehozásakor megosztották a két tanács között oly módon, hogy a terület nagyobb része Naxxar, a plébániatemplom környéke viszont Għargħur tanácsához került. Becsült lakossága 2007-ben 1250 fő volt. Legfontosabb nevezetessége hosszú tengerpartja.
A brit megszállás idején katonai szállásterület volt. Két régi, elhagyott kápolnája mellett nemrég új plébániatemploma és szerzetesi nyugdíjasotthona épült.

## Nevezetességei
- Għallis Tower: a Martín de Redín nagymester építtette tornyok közül a második, az északkeleti parton áll. 1658-ban épült
- Qalet Marku Tower: szintén Martín de Redín építménye
- It-Torri tal-Kaptan: Jean Parisot de La Valette nagymester idején épült, ezzel az első erődítés volt a Lovagrend idején, amely nem a kikötőknél épült. A capitano della verga (a Milícia parancsnoka) lakhelye volt, innen a neve
- Plébániatemplom: Tumas Dingli tervezte
- Torri Gauci: kisebb lovagkori őrtorony
- il-Widna: szó szerint a fül, az 1935-ben épített, a homorú tükör elvén működő akusztikai érzékelő az olasz támadások észlelésére szolgált, ám a radar megjelenésével a 20 méteres betonfal funkcióját vesztette[7]
- Palazzo Parisio[8]
- Szent Lúcia-kápolna (Santa Luċija, St. Lucy)
- Szent Pál hajótörése-kápolna (St. Paul's Shipwreck)
- Keresztelő Szent János születése-kápolna
- Santa Marija tax-Xagħra-kápolna
- Szent Mihály arkangyal-templom (San Mikiel, St. Michael): a parti út mentén álló templom volt Qawra első temploma

## Kultúra
Band clubjai:
- Peace Band Club
- Vittorja Band Club

Egyházi szervezetei:
- Jubilate Deo Choir
- Katolikus Liga
- M.U.S.E.U.M.
- Naxxar Scouts Group

## Sport
Labdarúgó-klubja a Naxxar Lions Football Club

## Közlekedése
A település autóval jól megközelíthető a parti út és Mosta felől.
Autóbuszjáratai (2011. július 3 után):
- 21 (Valletta-Mosta)
- 23 (Valletta-Għajn Tuffieħa/Golden Bay)
- 31 (Valletta-Qawra)
- 105 (Naxxar-Mosta)
- N21 (éjszakai, San Ġiljan, körjárat)
- N32 (éjszakai, San Ġiljan-Għargħur)